# NGC 2359
NGC 2359 (také Thorova helma nebo Thorova přilba) je emisní mlhovina v souhvězdí Velkého psa. Od Země je vzdálená přibližně 12 000 až 15 000 světelných let a její skutečný průměr je přibližně 30 světelných let. Ústřední hvězdou mlhoviny je Wolfova–Rayetova hvězda označovaná WR7 a je to tedy velmi horká hvězda, o které se předpokládá, že po tomto poměrně krátkém období vybuchne jako supernova. Mlhovina se svou podstatou podobá mlhovině NGC 7635, ale pravděpodobně vzájemným působením mlhoviny a molekulárního mračna získala složitější tvar a rázovou vlnou vytvořené zakřivené útvary podobné Thorově helmě.
Mlhovina je také zapsaná v Sharplessově katalogu jako Sh2-298 a v Gumově katalogu jako Gum 4.
Jasnější oblast v západní části mlhoviny má v New General Catalogue samostatné označení NGC 2361.
Mlhovina má obecně tvar bubliny s připojenými složitými vláknitými útvary. Obsahuje ionizovanou hmotu s několika stovkami hmotnosti Slunce a dalších několik tisíc hmotností Slunce neionizovaného plynu. Jde převážně o mezihvězdnou hmotu, kterou odhání hvězdný vítr z ústřední hvězdy, ale zdá se, že část této hmoty je obohacena produkty termonukleární fúze a pravděpodobně tedy pochází přímo z hvězdy.
Mlhovina se v různých částech rozpíná různou rychlostí od 10 do přinejmenším 30 km/s a odpovídající stáří odvozené z této rychlosti se odhaduje na 78 500 až 236 000 let. Mlhovina byla zkoumána v oblasti rádiových vln i rentgenového záření, ale ještě nebylo objasněno, zda byla vytvořena během vývoje hvězdy hlavní posloupnosti třídy O, červeným veleobrem, svítivou modrou proměnnou hvězdou, nebo převážně Wolfovou–Rayetovou hvězdou.